# Stephan Kaufmann

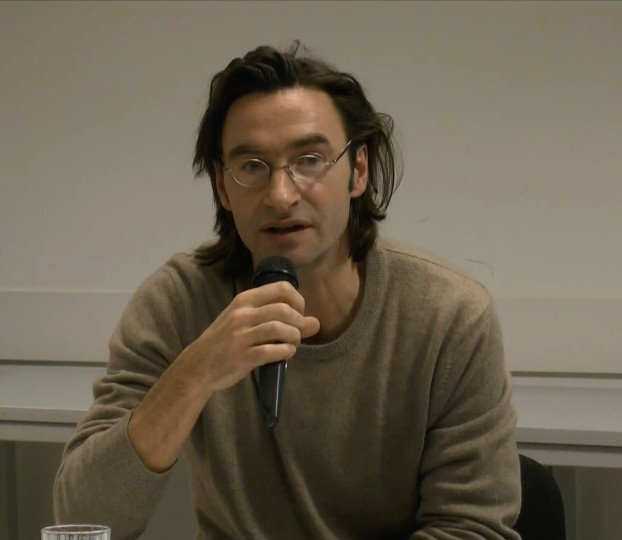
Stephan Kaufmann, 2014

Stephan Kaufmann (* 1965 in Berlin) ist ein deutscher Wirtschaftsjournalist und Sachbuchautor. Er arbeitet als Wirtschaftsredakteur und schreibt für die Berliner Zeitung, die Frankfurter Rundschau und den Kölner Stadt-Anzeiger. Aktuell gehört er zur Redaktion vom nd und OXI.

## Leben
Kaufmann wuchs in Berlin (West) auf und studierte Wirtschaftswissenschaften in Berlin und Paris. Nebenher arbeitete er für ein Finanzunternehmen in Lagos/Nigeria. Nach der Journalistenschule Axel Springer war er drei Jahre lang Finanzmarkt-Redakteur der Tageszeitung Die Welt.
1998 kam er zur Berliner Zeitung. Seit 2010 war er Mitglied der M. DuMont Schauberg-Redaktionsgemeinschaft. Derzeit ist er der Redaktion vom Neuen Deutschland zugehörig und er schrieb bis zu ihrer Einstellung 2023 für die Monatszeitung OXI. Ferner ist er als Buchautor aktiv und schrieb u. a. mit Ingo Stützle zwei Bücher.

## Publikationen (Auswahl)
Ist die ganze Welt bald pleite? (mit Ingo Stützle) 2013
Die Monographie stellt dar, welchem Zweck Staatsschulden dienen, wann sie zu einem Problem werden – und für wen. Schuldenfragen seien immer Verteilungsfragen: „Einige müssen zahlen, andere dürfen verdienen. Denn die Schulden der einen sind immer das Vermögen der anderen – der Gläubiger. Und diese Vermögen sind in der Bevölkerung sehr ungleich verteilt.“ Staatsschulden seien ein Instrument, mit dem die Regierung Wirtschaftswachstum erreichen wolle. Mit ihrer Verschuldung mache dabei „eine Regierung ihre Bevölkerung dafür haftbar, dass diese Rechnung aufgeht“. Falls die Rechnung nicht aufgeht, müsse in der Regel der ärmere Teil der Bevölkerung die Lasten tragen, während die Unternehmer zur Investitionsförderung entlastet würden. Die von der EU veranlassten „Strukturreformen“ ließen den Staaten keine Wahl mehr, ob sie sich den Spardiktaten und Sozialkürzungen unterwerfen wollten oder nicht. „Die Lohnabhängigen ..., die etwa zwei Drittel des gesamten Steueraufkommens tragen, zahlen also nicht bloß für den Großteil der Staatsverschuldung. Sie sollen sich außerdem in Lohnzurückhaltung üben und müssen gleichzeitig seit Jahren die Folgen der Kürzungen von staatlichen Sozialleistungen hinnehmen. Somit ist auch die Schuldenfrage eine Verteilungsfrage und nicht zuletzt eine Machtfrage.“ In der Staatsverschuldung ... erkannten die Regierungen und Eliten durchaus eine Gelegenheit, ihr neoliberales Programm von Deregulierung, Liberalisierung und Senkung der Lohnstückkosten durchzusetzen. Die hohe Verschuldung diene hier als Druckmittel.

„So dient die Furcht vor der Staatsverschuldung als politischer Hebel. Statt ihren Zweck und ihre Verteilungswirkung zu erklären, wird sie dargestellt als eine Gefahr »für uns alle«, die eine Art nationalen Notstand schafft und außergewöhnliche Maßnahmen erfordert. Dieses Bedrohungsszenario nutzt die Politik anschließend, um die Staaten in ein »Paradies der Gläubiger« (Mark Blyth) und Investoren zu verwandeln. “

Kapitalismus. Die ersten 200 Jahre (mit Ingo Stützle) 2015
Die Autoren fassen Thomas Pikettys „Das Kapital im 21. Jahrhundert“ kompakt zusammen und setzen sich mit seinen zentralen Thesen auseinander. Pikettys Erfolg erkläre sich daraus, dass er die kapitalistische Wirtschaftsform systemkonform kritisiere, wie sich besonders im letzten Drittel des Buches zeige. Er frage nicht: „Was tut der Kapitalismus den Armen an? Sondern: Was tun die Armen dem Kapitalismus an?“ Arbeit und Kapital stünden beziehungslos und gleichwertig nebeneinander, obwohl die Arbeit letztlich auch Grundlage des Kapitals sei und dem lebenserhaltenden Konsum diene, während das Kapital sich als sein eigener Zweck immer weiter akkumuliere. Auch beim Wachstumsbegriff zeige sich Piketty als Neoklassiker. Er ignoriere, dass Rentabilitätserwartungen die Anwendung von Technologie im Kapitalismus steuern, nicht ein voraussetzungslos betrachteter technischer Fortschritt. Bei der Ungleichverteilung beachte er nur die Instabilität des Gesamtsystems, nicht die Frage nach der Leistungsgerechtigkeit der Einkommen und die Irrationalität einer leistungslosen Vermögensrendite vererbten Reichtums. Innerhalb einer Leistungsgesellschaft, die dem Armen und Arbeitslosen seine angeblich mangelnde Leistung vorhält, sei die Vermögenskonzentration auch als Gerechtigkeits- und Legitimationsproblem zu betrachten, nicht nur rein funktional. Piketty fordere eine Vermögenssteuer zur Stabilisierung des Systems, wisse dabei aber, dass eine solche Forderung international nicht durchgesetzt werden könne.

„Wenn man sagt, Einkommen bemisst sich nach Leistung und Leistung bemisst sich danach, wie sehr sich jemand anstrengt, dann ist im Umkehrschluss klar: Wenn jemand ökonomisch nicht erfolgreich ist, dann war er wohl faul oder zu blöd. Der Verlierer in der Konkurrenz soll die Kritik dann gegen sich selbst wenden, statt gegen das System. Das ist der Übergang zum ökonomischen Rassismus, und der basiert auf diesem angenommen Leistungsprinzip.“

## Mitgliedschaften
Kaufmann ist Autor der RLS-Schriftenreihe. Außerdem war er Referent in der Frühlingsakademie 2012 der Partei „Die Linke“.

## Schriften
- mit Thomas Böhm, Kathrin Gerlof und Sigrun Matthiesen: Finanzialisierung von Gesundheit und Pflege. 20 Jahre DRGs und Profite mit Kranken, Westfälisches Dampfboot, Münster 2024, ISBN 978-3-896-91141-4.
- Geld allein macht nicht glücklich. Mythen und Irrtümer zum Reichtum, Rosa-Luxemburg-Stiftung, Berlin 2023 (frei verfügbare PDF).
- mit Ingo Stützle: Kredit der Macht. Staatsschulden – was sie sind, was sie leisten und für wen sie ein Problem sind, Rosa-Luxemburg-Stiftung, Berlin 2021 (frei verfügbare PDF).
- gemeinsam mit Antonella Muzzupappa: Crash Kurs Krise. Wie die Finanzmärkte funktionieren. Eine kritische Einführung. Bertz + Fischer, Berlin 2020, ISBN 978-3-86505-756-3.
- mit Ingo Stützle: Ist die ganze Welt bald pleite? Populäre Irrtümer über Schulden, 92 Seiten, 10 Grafiken. 2012, neu aufgelegt und überarbeitet in Buchform bei Bertz + Fischer, Berlin 2015, ISBN 978-3-86505-751-8 (als Broschüre der RLS: ).
- gemeinsam mit Ingo Stützle: Kapitalismus. Die ersten 200 Jahre. Thomas Pikettys »Das Kapital im 21. Jahrhundert« – Einführung, Debatte, Kritik. 112 Seiten, 13 Abbildungen, Paperback, 10,5 × 14,8 cm. 4., durchgesehene Auflage, Bertz + Fischer, Berlin 2015, ISBN 978-3-86505-730-3 (Erweiterte Neuauflage 2020, ebenda, ISBN 978-3-86505-764-8).
  - englische Übersetzung: Thomas Piketty’s Capital in the Twenty-First Century. An Introduction. Verso. London 2017, ISBN 978-1-78478-614-4.
- Investoren als Invasoren. Staatsfonds und die neue Konkurrenz um die Macht auf dem Weltmarkt. Texte der RLS Bd. 51, Karl Dietz-Verlag, Berlin, 2008, ISBN 978-3-320-02158-0.
- gemeinsam  mit Tadzio Müller: Grüner Kapitalismus. Krise, Klimawandel und kein Ende des Wachstums. Reihe einundzwanzig der RLS, Bd. 2, 2009, ISBN 978-3-320-02211-2.